# Apura (chi bướm)
Apura là một chi bướm đêm thuộc họ Tortricidae.

## Các loài
- Apura xanthosoma  Turner, 1916
- Apura xylodryas  Meyrick, 1927